# Castrismus
Castrismus nebo také fidelismus je výraz užívaný pro politický systém a ideologii na Kubě , řídící se podle doktrín a projevů Fidela Castra. Podle některých ochránců práv se jedná o totalitní způsob řízení, příznivci naopak kontrují argumentem, že podstatně vylepšil situaci chudých lidí na Kubě (např. vymýtil analfabetismus).

## Základní charakteristika

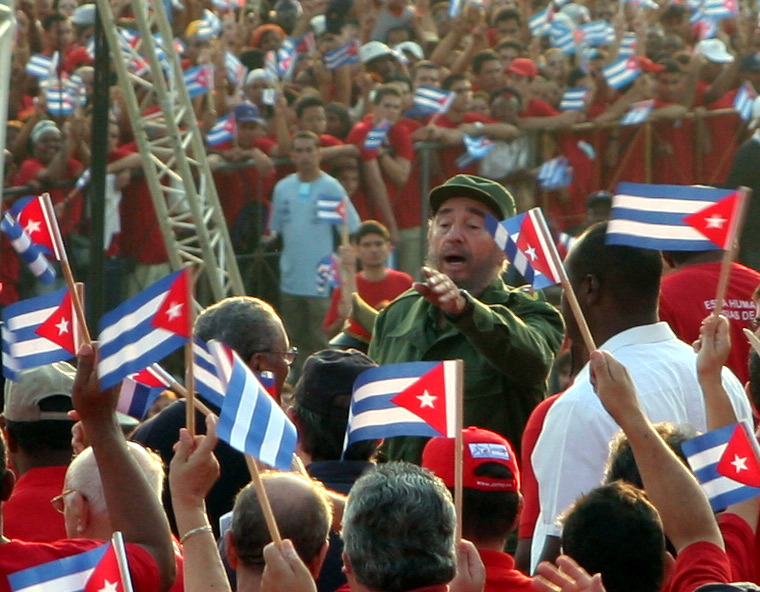
Hromadné slavení Svátku práce na Kubě

Nejdůležitějším rysem v castrismu je nacionalismus: na domácí půdě kubánský (propagovaný hrdina José Martí), na světové jihoamerický (snaha o založení protiamerického bloku z zemí Třetího světa). Dále se vyznačuje častými setkáními s lidem, ať už prostřednictvím konfrontace nebo také častými projevy. Právě to posiluje charisma vůdce nekončící revoluce, kritici to označují za obyčejný populismus. Třetím bodem je komunismus, který ale není castrismu přímo vlastní. Během partyzánských bojů dokonce Castro kubánské komunisty kritizoval, podle některých světových novin dokonce vystupoval antikomunisticky. Podle některých historiků šlo při zavádění specifického komunismu na Kubě spíše o pragmatičnost (spolupráce se SSSR). Komunistická fáze revoluce (agrární reforma,bytová reforma, podpora krajní levice ve Třetím světě) je podle nich spíše vůlí druhého muže revoluce Ernesta Che Guevary než samotného Fidela. 

## Svět a castrismus
I když se zdá, že castrismus je čistě kubánská ideologie (jako například gaullismus ve Francii), některé současné režimy ho uznávají jako inspiraci a tvrdí, že je možno jej aplikovat všude na světě. Mezi takové patří například Hugo Chávez, přicházející s vlastní teorií Socialismu pro 21. století, jenž je v podstatě upraveným castrismem (co se ideologie týče).